# Angguns diskografi
Detta är en heltäckande lista över officiella skivsläpp av den Indonesiska popsångerskan Anggun. Fram till juni 2012 har hon gett ut fyra nationella studioalbum på indonesiska, fem internationella studioalbum på engelska eller franska, sex samlingsalbum samt tjugofem musiksinglar under Sony BMG, Warner Music och hennes nuvarande skivbolag April Earth.
Anggun debuterade som 12-åring med albumet Dunia Aku Punya år 1986. Skivan blev en nationell smash-hit som nådde förstaplatsen på Indonesiens albumlista. De följande åren gav hon ut ytterligare 3 studioalbum som var mycket framgångsrika. Hon kom att rankas som Indonesiens genom tiderna största artist. År 1995 flyttade Anggun till Frankrike för att arbeta på en internationell karriär. Hon arbetade med musikkompositören Erick Benzi på den internationella debuten Snow on the Sahara som gavs ut i över 33 länder mellan åren 1997 och 1998. Skivan blev en stor framgång som toppade albumlistor i flera länder och sålde över 1,5 miljoner kopior. Skivan certifierades senare diamant för sin internationella försäljning. ”Snow On the Sahara”, den ledande singeln från skivan, blev en smash-hit som bland annat nådde förstaplatsen i Indonesien, Malaysia och Italien. Låten hade ytterligare topp-positioner i flera Europeiska länder och blev den mest spelade låten på fransk radio år 1997. I USA blev singeln en topp-tjugo hit. Balladen ”A Rose In the Wind” gavs ut som den andra singeln från skivan och blev en ytterligare listetta i sångerskans hemland och i flera andra länder. Framgångarna gjorde Anggun till Asiens bästsäljande kvinnliga artist och den första med en singel över topp-fyrtio på den Nordamerikanska marknaden, ett rekord som sångerskan höll i tolv år. Angguns andra studioalbum, Chrysalis (2000), blev en ytterligare stor framgång i Asien och Europa. Skivans första singel, ”Still Reminds Me”, blev en förstaplats hit i flera länder.
Angguns tredje studioalbum, Luminescence (2005), blir hennes hittills bästsäljande skiva i Frankrike och en ytterligare listetta i Indonesien. År 2006 fick hon sin nästa stora hit med låten "Saviour" som också var musik till den amerikanska actionfilmen Transporter 2. Sångerskans senare diskografi består av den R&B-influerade skivan Elevation (2008) som certifierades dubbel platina i Indonesien första veckan under försäljning och den senaste utgivningen; Echoes (2011).
Anggun har beskrivits som ett ”asiatiskt pop-fenomen” och har uppskattningsvis sålt över 6 miljoner skivor internationellt. Hon rankas som den bästsäljande asiatiska artisten utanför Asien. Hennes album har getts ut på både engelska och franska och hon är den mest spelade franskspråkiga artisten internationellt genom tiderna. År 2012 tävlade hon för Frankrike i Eurovision Song Contest med bidraget ”Echo (You and I)”.

## Album

### Nationella album
| År   | Titel                                                                              | Listpositioner |
| År   | Titel                                                                              | ID             |
| ---- | ---------------------------------------------------------------------------------- | -------------- |
| 1986 | Dunia Aku Punya - 1:a studioalbumet - Släppt: 1986 - Format: LP, Kassett           | 1              |
| 1991 | Anak Putih Abu Abu - 2:a studioalbumet - Släppt: 1991 - Format: LP, Kassett        | 1              |
| 1992 | Nocturno - 3:e studioalbumet - Släppt: 1992 - Format: LP, Kassett                  | 2              |
| 1993 | Anggun C. Sasmi... Lah!!! - 4:e studioalbumet - Släppt: 1993 - Format: LP, Kassett | 1              |

### Internationella studioalbum
| År   | Titel                                                                                               | Listpositioner | Listpositioner | Listpositioner | Listpositioner | Listpositioner | Listpositioner | Försäljning (Internationellt)                               |
| År   | Titel                                                                                               | ID             | FRA            | SCH            | ITL            | MA             | FIN            | Försäljning (Internationellt)                               |
| ---- | --------------------------------------------------------------------------------------------------- | -------------- | -------------- | -------------- | -------------- | -------------- | -------------- | ----------------------------------------------------------- |
| 1998 | Snow on the Sahara - 1:a studioalbumet - Släppt: 26 maj, 1998 - Format: LP, Kassett, CD             | 1              | 34             | —              | 7              | 3              | 40             | 1 500 000 INT: Diamant ID: Diamant MA: Platina FRA: 2× Guld |
| 2000 | Chrysalis - 2:a studioalbumet - Släppt: 4 januari, 2000 - Format: LP, Kassett, CD                   | 1              | 48             | 60             | —              | 10             | —              |                                                             |
| 2005 | Luminescence - 3:e studioalbumet - Släppt: 27 september, 2005 - Format: LP, CD, Digital nedladdning | 1              | 16             | 91             | 27             | —              | —              | 1 000 000 ID: 5× Platina FRA: Guld                          |
| 2008 | Elevation - 4:e studioalbumet - Släppt: 18 november, 2008 - Format: CD, Digital nedladdning         | 1              | 36             | —              | —              | —              | —              | ID: 2× Platina                                              |
| 2011 | Echoes - 5:e studioalbumet - Släppt: 15 december, 2011 - Format: CD, Digital nedladdning            | 1              | 33             | —              | —              | —              | —              | ID: 4× Platina                                              |

### Samlingsalbum
| År   | Titel                                                                                         | Listpositioner | Listpositioner | Listpositioner | Listpositioner | Listpositioner | Listpositioner | Försäljning (Internationellt) |
| År   | Titel                                                                                         | ID             | FRA            | SCH            | ITL            | MA             | FIN            | Försäljning (Internationellt) |
| ---- | --------------------------------------------------------------------------------------------- | -------------- | -------------- | -------------- | -------------- | -------------- | -------------- | ----------------------------- |
| 1990 | Mimpi - 1:a samlingsalbumet - Släppt: 1990 - Format: LP, Kassett                              | —              | —              | —              | —              | —              | —              |                               |
| 1990 | Tua Tua Keladi - 2:a samlingsalbumet - Släppt: 1990 - Format: LP, Kassett                     | —              | —              | —              | —              | —              | —              |                               |
| 1990 | Takut - 3:e samlingsalbumet - Släppt: 1990 - Format: LP, Kassett                              | —              | —              | —              | —              | —              | —              |                               |
| 1994 | Yang Hilang - 4:e samlingsalbumet - Släppt: 1994 - Format: CD, Digital nedladdning            | 3              | —              | —              | —              | —              | —              |                               |
| 2007 | Best of Anggun - 5:e samlingsalbumet - Släppt: 8 juni, 2007 - Format: CD, Digital nedladdning | 1              | —              | —              | 90             | —              | —              |                               |

## Singlar
| År   | Titel                | Album                        | Listpositioner | Listpositioner | Listpositioner | Listpositioner | Listpositioner | Listpositioner | Listpositioner | Listpositioner | Listpositioner | Listpositioner |
| År   | Titel                | Album                        | ID             | FRA            | SCH            | BEL            | ITL            | TYS            | TUR            | BUL            | MA             | JAP            |
| ---- | -------------------- | ---------------------------- | -------------- | -------------- | -------------- | -------------- | -------------- | -------------- | -------------- | -------------- | -------------- | -------------- |
| 1997 | "Snow On the Sahara" | Snow on the Sahara           | 1              | 16             | 24             | 24             | 1              | 55             | 50             | 23             | 1              | 10             |
| 1998 | "A Rose In the Wind" | Snow on the Sahara           | 1              | 49             | —              | —              | 17             | 34             | —              | —              | 1              | —              |
| 1998 | "Au nom de la lune"  | Snow on the Sahara           | —              | 60             | —              | —              | —              | —              | —              | —              | —              | —              |
| 2000 | "Un geste d'amour"   | Chrysalis                    | 1              | 62             | —              | —              | —              | —              | —              | —              | 1              | —              |
| 2000 | "Still Reminds Me"   | Chrysalis                    | 1              | —              | —              | —              | 3              | —              | —              | —              | 1              | 10             |
| 2000 | "Chrysalis"          | Chrysalis                    | —              | —              | —              | —              | 39             | —              | —              | —              | —              | —              |
| 2004 | "In Your Mind"       | Luminescence                 | 1              | 16             | 58             | 36             | —              | —              | —              | —              | —              | —              |
| 2005 | "Undress Me"         | Luminescence                 | 6              | —              | —              | —              | 13             | —              | 1              | —              | —              | —              |
| 2005 | "Saviour"            | Luminescence                 | —              | 22             | 65             | 10             | 35             | —              | —              | —              | —              | —              |
| 2006 | "I'll Be Alright"    | Luminescence                 | 1              | 28             | —              | —              | —              | —              | —              | —              | —              | —              |
| 2006 | "A Crime"            | Luminescence                 | 2              | —              | —              | —              | —              | —              | —              | —              | —              | —              |
| 2007 | "Mimpi"              | The Best of Anggun           | 1              | —              | —              | —              | —              | —              | —              | —              | —              | —              |
| 2008 | "Crazy"              | Elevation                    | 1              | —              | —              | —              | —              | —              | —              | —              | —              | —              |
| 2009 | "My Man"             | Elevation                    | —              | —              | —              | —              | —              | —              | —              | —              | —              | —              |
| 2011 | "Only Love"          | Echoes                       | 1              | —              | —              | 37             | —              | —              | —              | —              | —              | —              |
| 2011 | "Je Partirai"        | Echoes                       | —              | —              | —              | 5              | —              | —              | —              | —              | —              | —              |
| 2012 | "Echo (You and I)"   | Eurovision Song Contest 2012 | —              | 74             | —              | 45             | —              | —              | —              | —              | —              | —              |
|      |                      |                              | ID             | FRA            | SCH            | BEL            | ITL            | TYS            | TUR            | BUL            | MA             | JAP            |
|      |                      | Listettor                    | 2              | 3              | 2              | —              | —              | 2              | —              | —              | —              | —              |
|      |                      | Topp 10 hits                 | 7              | 9              | 5              | 2              | 3              | 7              | 2              | 3              | 2              | 2              |

### Marknadsföringssinglar
| År   | Titel               | Album              | Listpositioner | Listpositioner | Listpositioner | Listpositioner | Listpositioner | Listpositioner | Listpositioner | Listpositioner | Listpositioner | Listpositioner |
| År   | Titel               | Album              | ID             | FRA            | SCH            | BEL            | ITL            | TYS            | TUR            | BUL            | MA             | JAP            |
| ---- | ------------------- | ------------------ | -------------- | -------------- | -------------- | -------------- | -------------- | -------------- | -------------- | -------------- | -------------- | -------------- |
| 1998 | "La ligne des sens" | Snow On the Sahara | —              | —              | —              | —              | —              | —              | —              | —              | —              | —              |
| 1998 | "Dream of Me"       | Snow On the Sahara | —              | —              | —              | —              | —              | —              | —              | —              | —              | —              |
| 1998 | "Life On Mars?"     | Snow On the Sahara | —              | —              | —              | —              | —              | —              | —              | —              | —              | —              |
| 1999 | "La perle noire"    | Enskild utgivning  | —              | —              | —              | —              | —              | —              | —              | —              | —              | —              |
| 2000 | "Tears of Sorrow"   | Chrysalis          | —              | —              | —              | —              | —              | —              | —              | —              | —              | —              |
| 2002 | "Open Your Heart" * | Open Hearts        | —              | —              | —              | —              | —              | —              | —              | —              | —              | —              |
| 2002 | "Counting Down"     | Open Hearts        | 6              | —              | —              | —              | —              | —              | —              | —              | —              | —              |
| 2007 | "Un jour sur terre" | Earth (filmmusik)  | —              | —              | —              | —              | —              | —              | —              | —              | —              | —              |

- "Open Your Heart" tog sig till en 51:e plats på Norges singellista (VG-lista)

### Som gästartist
| År   | Titel                                           | Album                          | Listpositioner | Listpositioner | Listpositioner | Listpositioner | Listpositioner | Listpositioner | Listpositioner | Listpositioner | Listpositioner | Listpositioner |
| År   | Titel                                           | Album                          | ID             | FRA            | SCH            | BEL            | ITL            | TYS            | TUR            | BUL            | MA             | JAP            |
| ---- | ----------------------------------------------- | ------------------------------ | -------------- | -------------- | -------------- | -------------- | -------------- | -------------- | -------------- | -------------- | -------------- | -------------- |
| 1998 | "Sa Raison d'Être"                              | Enskild utgivning              | —              | 1              | —              | —              | —              | —              | —              | —              | —              | —              |
| 2000 | "Qui Sait? (Solidays)"                          | Enskild utgivning              | —              | 15             | —              | —              | —              | —              | —              | —              | —              | —              |
| 2001 | "Que serais-je demain? (Les Voix de l'Espoirs)" | Enskild utgivning              | —              | 92             | —              | —              | —              | —              | —              | —              | —              | —              |
| 2001 | "Summer In Paris"                               | Soulshine                      | —              | —              | —              | —              | —              | —              | —              | —              | —              | —              |
| 2002 | "Deep Blue Sea"                                 | Music Detected                 | —              | —              | —              | —              | —              | —              | —              | —              | —              | —              |
| 2002 | "Amore Immaginato"                              | U.D.S. - L'uomo della strada   | —              | —              | —              | —              | 1              | —              | —              | —              | —              | —              |
| 2004 | "La mer est sans Fin"                           | La Tradition Symphonique 2     | —              | —              | —              | —              | —              | —              | —              | —              | —              | —              |
| 2005 | "Et puis la terre...(A.S.I.E.)"                 | Enskild utgivning              | —              | 2              | 8              | 2              | —              | —              | —              | —              | —              | —              |
| 2006 | "L'or de nos vie"                               | Fight AIDS Campain             | —              | 5              | 43             | —              | —              | —              | —              | —              | —              | —              |
| 2007 | "Pour Que Tu Sois Libre (La Rose Marie-Claire)" | Enskild utgivning              | —              | 21             | —              | —              | —              | —              | —              | —              | —              | —              |
| 2008 | "Streets of Philadelphia"                       | I Muvrini et les 500 choristes | —              | —              | —              | —              | —              | —              | —              | —              | —              | —              |